# Actenomeros
Actenomeros är ett släkte av tvåvingar. Actenomeros ingår i familjen stilettflugor.
Kladogram enligt Catalogue of Life:
| Actenomeros | \| \| Actenomeros corniculaticaudus \| \| \| \| \| \| Actenomeros onyx \| \| \| \| |
|             | \| \| Actenomeros corniculaticaudus \| \| \| \| \| \| Actenomeros onyx \| \| \| \| |
|             | Actenomeros corniculaticaudus                                                      |
|             |                                                                                    |
|             | Actenomeros onyx                                                                   |
|             |                                                                                    |